# 마쓰쿠사역
마쓰쿠사역(일본어: 松草駅)은 일본 이와테현 미야코시에 위치한 동일본 여객철도 야마다 선의 철도역이다. 단선 승강장 1면 1선의 구조를 갖춘 지상역이다.

## 역 주변
- 국도 제106호선
- 헤이 강

## 역사
- 1930년 10월 31일 : 개업.
- 1931년 10월 31일 : 히라쓰토 역까지 연장. 도중역으로 전환.
- 1972년 3월 15일 : 화물 취급 폐지.
- 1982년 11월 15일 : 무인화.
- 1987년 4월 1일 : 일본국유철도 분할 민영화에 의해, 동일본 여객철도가 승계.

## 인접 역
| 동일본 여객철도 야마다 선 | 동일본 여객철도 야마다 선 | 동일본 여객철도 야마다 선 |
| ------------------------- | ------------------------- | ------------------------- |
| 구자카이 모리오카 방면    | ■ 야마다 선               | 가와우치 가마이시 방면    |